# Рињано Гарганико
Рињано Гарганико (итал. Rignano Garganico) је насеље у Италији у округу Фођа, региону Апулија.
Према процени из 2011. у насељу је живело 1972 становника. Насеље се налази на надморској висини од 579 м.

## Становништво
Према резултатима пописа становништва 2011. у општини је живело 2.200 становника.
| 1931. | 1936. | 1951. | 1961. | 1971. | 1981. | 1991. | 2001. | 2011. |
| ----- | ----- | ----- | ----- | ----- | ----- | ----- | ----- | ----- |
| 2.441 | 2.632 | 3.053 | 3.328 | 3.017 | 2.546 | 2.413 | 2.309 | 2.200 |